# Гальчук Євген Володимирович
Гальчу́к Євге́н Володи́мирович (5 березня 1992, Краматорськ, Україна) — український футболіст, воротар «Інгульця».

## Клубна кар'єра
Євген — вихованець академії донецького «Шахтаря». У 2009 році він почав грати у Другій лізі України за фарм-клуб «Шахтар-3». Провів за нього 30 матчів. У 2011 році Гальчук був зарахований в дубль головної команди «Шахтаря» і у сезоні 2011/12 провів 10 ігор у молодіжному чемпіонаті.
У липні 2012 року Євген став гравцем «Маріуполя», за який виступав до 2021 року, здебільшого залишаючись основним воротарем і провів 148 матчів у рамках всіх турнірів.
Влітку 2021 року Гальчук вирішив перебрався до «Інгульця», де зіграв до кінця року 12 ігор у чемпіонаті, після чого на початку 2022 року повернувся назад до табору приазовців. Втім через російське вторгнення Гальчук не зумів зіграти за команду жодного матчу, яка фактично припинила існування, і втік до Європи, де перебував в таборі для біженців в Антверпені, Бельгія, де підтримував спортивну форму і шукав собі новий клуб за кордоном.
26 квітня 2023 року уклав контракт з клубом другого ісландського дивізіону «Афтурелдінг».

## Виступи за збірні
Гальчук виступав за юнацькі (U-18, U-19) і молодіжну (U-21) збірні України.